# Opérateurs agréés pour la réalisation d'opérations archéologiques préventives
 (décembre 2012).
 (octobre 2024).
Les opérateurs agréés pour la réalisation d’opérations archéologiques préventives sont, en France, des organismes habilités par l’État à réaliser des opérations en archéologie préventive. La réalisation d'opérations d'archéologie préventive est réglementée par le code du patrimoine (Livre V, Titre II) et le décret n° 2004 - 490 du 3 juin 2004. Une demande d'agrément doit être déposée auprès de l’État pour pouvoir réaliser ces opérations. 

## Organisation
Trois types de structures existent: l'Institut national de recherches archéologiques préventives (INRAP), les collectivités locales (détentrices d'une habitation) et les acteurs de statut privé (détenteurs d'un agrément). Seuls ces trois types de structures sont agréés aux opérations d'archéologie préventive. La répartition des mandats se fait selon un champ de compétence défini par l'enveloppe de leur agrément. Les opérateurs étaient au nombre de 93 au 14 novembre 2012, selon la Direction générale des Patrimoines/Sous-direction de l'archéologie. 69 services de collectivités territoriales ont une habilitation de diagnostic ou de fouilles et 24 opérateurs de droit public ou privé ont un agrément de fouilles[Passage à actualiser]. 
Les agréments et habilitations sont délivrés par l'État après avis du Conseil national de la recherche archéologique. Ils sont décernés par périodes chronologiques : Paléolithique, Néolithique, Âges des métaux, Antiquité, Moyen Âge, Époque Moderne, Époque contemporaine, mais également pour certaines spécialités comme les fouilles subaquatique ou sous-marines.

## Liste des opérateurs
Outre l'INRAP, compétent pour toutes les périodes chronologiques, tant pour le diagnostic que pour la fouille archéologique il existe également des collectivités habilitées à mener des fouilles et des diagnostics, ainsi que des opérateurs agréés de droit privé (entreprise et associations) dont l'agrément ne couvre que les fouilles archéologiques.

### Les collectivités habilitées
Au 27 septembre 2024, tous les opérateurs habilités pour mener des fouilles le sont également pour effectuer des diagnostics archéologiques.
| Opérateur                                                                                            | Date d'agrément ou d'habilitation | Siège                  | Région                     | Périodes chronologiques et agrément particulier                                                          |
| --- | --------------------------------- | ---------------------- | -------------------------- | --- |
| Service d'archéologie préventive du département de l'Allier (03)                                     | 21/12/2018                        | Moulins                | Auvergne-Rhône-Alpes       | Âges des métaux, Antiquité, Moyen Âge, Époque Moderne.                                                   |
| Mission archéologique du département de l'Ardèche (07)                                               | 21/12/2018                        | Privas                 | Auvergne-Rhône-Alpes       | Diagnostic seulement.                                                                                    |
| Service Archéologie et patrimoine bâti de la Haute-Savoie (74)                                       | 05/03/2024                        | Annecy                 | Auvergne-Rhône-Alpes       | Moyen Âge, Époque Moderne, Époque contemporaine.                                                         |
| Service archéologique de la ville de Lyon (69)                                                       | 26/12/2017                        | Lyon                   | Auvergne-Rhône-Alpes       | Âges des métaux, Antiquité, Moyen Âge, Époque Moderne, Époque contemporaine.                             |
| Service commun d'archéologie préventive de Besançon (25)                                             | 02/08/2019                        | Besançon               | Bourgogne-Franche-Comté    | Antiquité, Moyen Âge, Époque Moderne, Époque contemporaine.                                              |
| Service archéologique de la ville d'Autun (71)                                                       | 19/06/2020                        | Autun                  | Bourgogne-Franche-Comté    | Antiquité.                                                                                               |
| Centre départemental d'archéologie du Finistère (29)                                                 | 07/07/2020                        | Quimper                | Bretagne                   | Âges des métaux, Antiquité, Moyen Âge, Époque Moderne.                                                   |
| Service départemental d'archéologie du Morbihan                                                      | 25/11/2020                        | Vannes                 | Bretagne                   | Néolithique, Âges des métaux, Antiquité, Moyen Âge, Époque Moderne.                                      |
| Service d'archéologie préventive de la communauté d'agglomération de Bourges Plus (18)               | 12/12/2021                        | Bourges                | Centre-Val de Loire        | Âges des métaux, Antiquité, Moyen Âge, Époque Moderne.                                                   |
| Service archéologie préventive du conseil départemental d'Eure-et-Loir (28)                          | 26/03/2021                        | Chartres               | Centre-Val de Loire        | Néolithique, Âges des métaux, Moyen Âge, Époque Moderne.                                                 |
| Direction de l'archéologie de Chartres Métropole (28)                                                | 25/10/2018                        | Chartres               | Centre-Val de Loire        | Néolithique, Âges des métaux, Antiquité, Moyen Âge, Époque Moderne.                                      |
| Service de l'archéologie du département d'Indre-et-Loire (37)                                        | 02/05/2018                        | Tours                  | Centre-Val de Loire        | Néolithique, Âges des métaux, Antiquité, Moyen Âge, Époque Moderne.                                      |
| Service de l'archéologie préventive du Loiret (45)                                                   | 23/02/2019                        | Orléans                | Centre-Val de Loire        | Âges des métaux, Antiquité, Moyen Âge, Époque Moderne.                                                   |
| Pôle d'archéologie d'Orléans (45)                                                                    | 30/11/2021                        | Orléans                | Centre-Val de Loire        | Âges des métaux, Antiquité, Moyen Âge, Époque Moderne, Époque contemporaine.                             |
| Service départemental d'archéologie des Ardennes (08)                                                | 02/08/2019                        | Charleville-Mézières   | Grand Est                  | Âges des métaux, Antiquité.                                                                              |
| Service archéologie de la communauté urbaine du Grand Reims (51)                                     | 23/02/2019                        | Reims                  | Grand Est                  | Néolithique, Âges des métaux, Antiquité, Moyen Âge, Époque Moderne, Époque contemporaine.                |
| Pôle archéologie préventive de Metz Métropole (51)                                                   | 26/04/2019                        | Metz                   | Grand Est                  | Paléolithique, Âges des métaux, Antiquité, Moyen Âge, Époque Moderne, Époque contemporaine.              |
| Archéologie Alsace (67,68)                                                                           | 26/04/2021                        | Sélestat               | Grand Est                  | Paléolithique, Néolithique, Âges des métaux, Antiquité, Moyen Âge, Époque Moderne, Époque contemporaine. |
| Pôle archéologique du département de l'Aisne (02)                                                    | 14/05/2018                        | Laon                   | Hauts-de-France            | Antiquité, Moyen Âge, Époque Moderne, Époque contemporaine.                                              |
| Direction du château et de l'archéologie de la ville de Château-Thierry (02)                         | 22/01/2019                        | Château-Thierry        | Hauts-de-France            | Antiquité, Moyen Âge, Époque Moderne, Époque contemporaine.                                              |
| Service archéologie et patrimoine du département du Nord (59)                                        | 30/11/2021                        | Lille                  | Hauts-de-France            | Antiquité, Moyen Âge, Époque Moderne, Époque contemporaine.                                              |
| Direction de l'archéologie préventive de la communauté d'agglomération du Douaisis (59)              | 25/10/2018                        | Douai                  | Hauts-de-France            | Âges des métaux, Antiquité, Moyen Âge, Époque Moderne, Époque contemporaine.                             |
| Centre archéologique de Seclin (59)                                                                  | 22/01/2019                        | Seclin                 | Hauts-de-France            | Antiquité, Moyen Âge, Époque Moderne, Époque contemporaine.                                              |
| Centre archéologique municipal de Valenciennes (59)                                                  | 22/01/2019                        | Valenciennes           | Hauts-de-France            | Moyen Âge, Époque Moderne, Époque contemporaine.                                                         |
| Service départemental de l'Oise (60)                                                                 | 26/12/2017                        | Beauvais               | Hauts-de-France            | Antiquité, Moyen Âge, Époque Moderne, Époque contemporaine.                                              |
| Service d'Archéologie préventive de la communauté de communes de l'Oise picarde (60)                 | 26/04/2019                        | Vendeuil-Caply         | Hauts-de-France            | Antiquité.                                                                                               |
| Service archéologique municipal de Beauvais (60)                                                     | 30/10/2017                        | Beauvais               | Hauts-de-France            | Antiquité, Moyen Âge, Époque Moderne.                                                                    |
| Direction de l'archéologie du Pas-de-Calais (62)                                                     | 30/10/2017                        | Arras                  | Hauts-de-France            | Néolithique, Âges des métaux, Antiquité, Moyen Âge, Époque Moderne, Époque contemporaine.                |
| Direction de l'archéologie de la communauté d'agglomération de Béthune-Bruay, Artois-Lys Romane (62) | 16/12/2020                        | Béthune                | Hauts-de-France            | Âges des métaux, Antiquité, Moyen Âge, Époque Moderne, Époque contemporaine.                             |
| Service archéologie de la communauté d'agglomération Grand Calais Terres et Mers (62)                | 02/10/2021                        | Calais                 | Hauts-de-France            | Moyen Âge, Époque Moderne.                                                                               |
| Service archéologique de la ville d'Arras (62)                                                       | 26/12/2017                        | Arras                  | Hauts-de-France            | Antiquité, Moyen Âge, Époque Moderne, Époque contemporaine.                                              |
| Service d'archéologie préventive d'Amiens Métropole (80)                                             | 30/11/2021                        | Amiens                 | Hauts-de-France            | Âge des métaux, Antiquité, Moyen Âge, Époque Moderne.                                                    |
| Département histoire de l'architecture d'archéologie de Paris (75)                                   | 25/10/2018                        | Paris                  | Île-de-France              | Antiquité, Moyen Âge, Époque Moderne, Époque contemporaine.                                              |
| Département histoire de l'architecture d'archéologie de Seine et Marne                               | 02/10/2021                        | Melun                  | Île-de-France              | Diagnostic seulement.                                                                                    |
| Seine et Yvelines archéologie (78,92)                                                                | 01/10/2023                        | Montigny-le-Bretonneux | Île-de-France              | Paléolithique, Âges des métaux, Antiquité, Moyen Âge, Époque Moderne, Époque contemporaine.              |
| Bureau du patrimoine archéologique de la Seine-Saint-Denis (93)                                      | 26/07/2018                        | Bobigny                | Île-de-France              | Antiquité, Moyen Âge, Époque Moderne, Époque contemporaine.                                              |
| Unité d'archéologie de la ville de Saint-Denis (93)                                                  | 26/04/2019                        | Saint-Denis            | Île-de-France              | Antiquité, Moyen Âge, Époque Moderne, Époque contemporaine.                                              |
| Service départemental d'archéologie du Val-de-Marne                                                  | 26/04/2021                        | Villejuif              | Île-de-France              | Diagnostic seulement.                                                                                    |
| Service départemental d'archéologie du Val-d'Oise (95)                                               | 25/10/2018                        | Pontoise               | Île-de-France              | Néolithique, Âges des métaux, Antiquité, Moyen Âge, Époque Moderne, Époque contemporaine.                |
| Service d'archéologie du département du Calvados (14)                                                | 26/07/2017                        | Caen                   | Normandie                  | Néolithique, Âges des métaux, Antiquité, Moyen Âge, Époque Moderne, Époque contemporaine.                |
| Mission archéologique départementale de l'Eure (27)                                                  | 30/10/2017                        | Le Vieil-Évreux        | Normandie                  | Âges des métaux, Antiquité, Moyen Âge, Époque Moderne.                                                   |
| Service d'archéologie départementale de Charente-Maritime (17)                                       | 26/07/2018                        | Saint-Césaire          | Nouvelle-Aquitaine         | Néolithique, Âges des métaux, Antiquité, Moyen Âge, Époque Moderne, Époque contemporaine.                |
| Service départemental de l'archéologie de la Dordogne (24)                                           | 30/10/2017                        | Périgueux              | Nouvelle-Aquitaine         | Paléolithique, Néolithique, Âges des métaux, Antiquité, Moyen Âge.                                       |
| Centre d'archéologie préventive de Bordeaux Métropole (33)                                           | 14/05/2018                        | Bordeaux               | Nouvelle-Aquitaine         | Âges des métaux, Antiquité, Moyen Âge, Époque Moderne, Époque contemporaine.                             |
| Service départemental d'archéologie de l'Aveyron (12)                                                | 27/04/2019                        | Rodez                  | Occitanie                  | Âges des métaux, Antiquité, Moyen Âge.                                                                   |
| Service de l'inventaire patrimonial et de l'archéologie de Toulouse Métropole (31)                   | 26/12/2017                        | Toulouse               | Occitanie                  | Néolithique, Âges des métaux, Antiquité, Moyen Âge, Époque Moderne.                                      |
| Sète Agglopôle Méditerranée (34)                                                                     | 21/04/2022                        | Frontignan             | Occitanie                  | Néolithique, Âges des métaux, Antiquité.                                                                 |
| Service archéologique municipal de Béziers (34)                                                      | 10/12/2020                        | Béziers                | Occitanie                  | Moyen Âge.                                                                                               |
| Cellule départementale d'archéologie du Lot (46)                                                     | 21/04/2022                        | Cahors                 | Occitanie                  | Âges des métaux, Antiquité, Moyen Âge, Époque Moderne.                                                   |
| Service archéologique départemental des Pyrénées-Orientales (66)                                     | 26/04/2019                        | Perpignan              | Occitanie                  | Âges des métaux, Moyen Âge.                                                                              |
| Service archéologie de Loire-Atlantique (44)                                                         | 26/07/2017                        | Nantes                 | Pays de la Loire           | Âges des métaux, Antiquité, Moyen Âge, Époque Moderne.                                                   |
| Service de recherche archéologique de Nantes Métropole (44)                                          | 26/10/2019                        | Nantes                 | Pays de la Loire           | Âges des métaux, Antiquité, Moyen Âge, Époque Moderne.                                                   |
| Pôle archéologie de la conservation du patrimoine de Maine-et-Loire (49)                             | 26/12/2017                        | Angers                 | Pays de la Loire           | Antiquité, Moyen Âge, Époque Moderne.                                                                    |
| Service du patrimoine de la Mayenne (53)                                                             | 26/12/2017                        | Laval                  | Pays de la Loire           | Antiquité.                                                                                               |
| Service archéologie et inventaire général de Laval (53)                                              | 12/02/2021                        | Laval                  | Pays de la Loire           | Moyen Âge, Époque Moderne, Époque contemporaine.                                                         |
| Secteur patrimoine et archéologie de la Vendée (85)                                                  | 27/12/2017                        | Les Lucs-sur-Boulogne  | Pays de la Loire           | Antiquité.                                                                                               |
| Service départemental d'archéologie des Alpes-de-Haute-Provence (04)                                 | 28/04/2020                        | Digne-les-Bains        | Provence-Alpes-Côte d'Azur | Antiquité, Moyen Âge, Époque Moderne, Époque contemporaine.                                              |
| Service archéologie Nice-Côte d'Azur (06)                                                            | 21/11/2020                        | Nice                   | Provence-Alpes-Côte d'Azur | Âges des métaux, Antiquité, Moyen Âge, Époque Moderne, Époque contemporaine.                             |
| Direction archéologie de la ville d'Aix-en-Provence (13)                                             | 16/10/2021                        | Aix-en-Provence        | Provence-Alpes-Côte d'Azur | Âges des métaux, Antiquité, Moyen Âge, Époque Moderne, Époque contemporaine.                             |
| Service départemental d'archéologie du Var (83)                                                      | 16/10/2021                        | Toulon                 | Provence-Alpes-Côte d'Azur | Antiquité, Moyen Âge, Époque Moderne.                                                                    |
| Service archéologie et patrimoine de la ville de Fréjus (83)                                         | 26/12/2017                        | Fréjus                 | Provence-Alpes-Côte d'Azur | Âges des métaux, Antiquité, Moyen Âge, Époque Moderne.                                                   |
| Service d'archéologie du département de Vaucluse (84)                                                | 26/04/2021                        | Avignon                | Provence-Alpes-Côte d'Azur | Âges des métaux, Antiquité, Moyen Âge, Époque Moderne.                                                   |
| Direction du patrimoine de l'Isle-sur-la-Sorgue (84)                                                 | 26/12/2017                        | L'Isle-sur-la-Sorgue   | Provence-Alpes-Côte d'Azur | Moyen Âge, Époque Moderne.                                                                               |

### Les opérateurs agréés
| Opérateur                                            | Date d'agrément ou d'habilitation | Siège                | Périodes chronologiques et agrément particulier                                                                                   |
| ---------------------------------------------------- | --------------------------------- | -------------------- | --- |
| Société ACTER                                        | 07/05/2020                        | Pezilla-la-rivière   | Néolithique, Antiquité, Moyen Âge, Époque Moderne, Époque contemporaine.                                                          |
| Société ANTEA-Archéologie                            | 08/01/2020                        | Habseim              | Néolithique, Âges des métaux, Antiquité, Moyen Âge, Époque Moderne, Époque contemporaine.                                         |
| Société Archeodunum SAS                              | 22/01/2024                        | Chaponnay            | Néolithique, Âges des métaux, Antiquité, Moyen Âge, Époque Moderne, Époque contemporaine.                                         |
| Société Archéopole                                   | 02/08/2020                        | Linselles            | Âges des métaux, Antiquité, Moyen Âge, Époque Moderne.                                                                            |
| Société Arkémine                                     | 02/05/2020                        | Beaumont-lès-Valence | Antiquité, Moyen Âge, Époque Moderne, sites d’exploitation et de transformation des ressources minérales.                         |
| Société Atelier d’archéologie alpine                 | 26/04/2019                        | Allevès              | Moyen Âge, Époque Moderne. |
| Société Atemporelle                                  | 25/10/2023                        | Parthenay            | Moyen Âge, Époque Moderne. |
| Association Centre d’études médiévales Saint-Germain | 08/01/2020                        | Auxerre              | Moyen Âge, Époque Moderne. |
| Société EVEHA Études et valorisations archéologiques | 21/04/2022                        | Limoges              | Néolithique, Âges des métaux, Antiquité, Moyen Âge, Époque Moderne, Époque contemporaine, Sites subaquatiques, Sites sous-marins. |
| Société HADÈS Bureau d’investigation archéologique   | 24/09/2020                        | L'Union              | Néolithique, Âges des métaux, Antiquité, Moyen Âge, Époque Moderne, Époque contemporaine.                                         |
| SCOP Ipso Facto                                      | 02/01/2020                        | Marseille            | Sites subaquatiques, Sites sous-marins.                                                                                           |
| Société Mosaïques Archéologie                        | 22/01/2024                        | Cournonterral        | Âges des métaux, Antiquité, Moyen Âge, Époque Moderne, Époque contemporaine.                                                      |
| Société Paléotime                                    | 26/12/2022                        | Villard-de-Lans      | Paléolithique, Néolithique, Âges des métaux.                                                                                      |